# Хронологія рекордів Європи з шосейної спортивної ходьби на 35 кілометрів серед чоловіків
Рекорди Європи зі спортивної ходьби на 35 кілометрів визнаються Європейською легкоатлетичною асоціацією з-поміж результатів, які показали європейські легкоатлети на шосейній дистанції, за умови дотримання встановлених вимог.

## Хронологія рекордів
| Результат                              | Атлет                | Місто змагань | Дата змагань | Примітки          | Відео            |
| -------------------------------------- | -------------------- | ------------- | ------------ | ----------------- | ---------------- |
| 2:23.14                                | Массімо Стано Італія | Юджин         | 24.07.2022   | [ 1 ]             | Відео на YouTube |
| 2:20.43                                | Массімо Стано Італія | Подєбради     | 18.05.2025   | [ 2 ] [ 3 ] [ 4 ] |                  |
| 0 років, 49 днів від дати встановлення |                      |               |              |                   |                  |